# 쌍희자

실질적인 쌍희자의 원형.

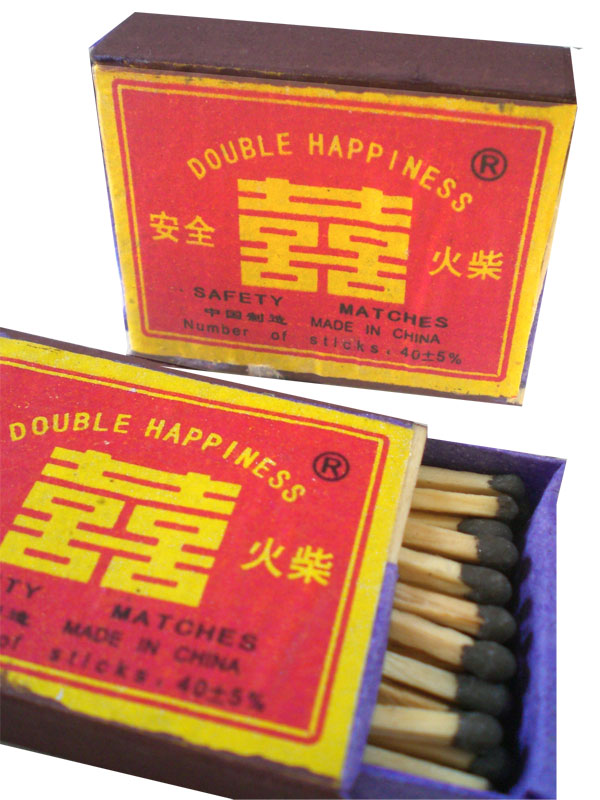
쌍희자로 새겨진 오래된 성냥갑의 모습

쌍희자(중국어 간체자: 双喜, 정체자: 雙喜, Double Happiness)는 중국의 전통 장식물 전용 디자인으로, 결혼식, 환갑, 칠순, 팔순, 구순, 백수 등 다양한 잔치를 치를 때 쓰는 장식 관련 상징물을 말한다. 그러나 중국을 비롯한 중화권 이외의 지역에서는 한반도, 일본, 미국, 유럽, 동남아시아 등지에서도 간혹 사용하는 경우도 있다. 그리고 영어권에서는 더블 해피(Double Happy)라고 표현된다. 그래서 기쁨을 2배씩 만나게 해 주는 문자를 가리키는 한자인 '囍'라고 가리킨다.

## 같이 보기
- 복자(영어판)